# Gustavo Sampaio (1892)
Gustavo Sampaio – brazylijska kanonierka torpedowa z przełomu XIX i XX wieku. Okręt został zwodowany jako cywilny statek „Aurora” 26 lipca 1892 roku w brytyjskiej stoczni Sir WG Armstrong, Mitchell & Co Ltd w Elswick, a w październiku 1893 roku został zakupiony przez rząd Brazylii i wszedł do służby w Marinha do Brasil. W kwietniu 1894 roku u wybrzeży Santa Catarina storpedował i zatopił rebeliancki okręt pancerny „Aquidabã”. Jednostka została skreślona z listy floty w maju 1912 roku i złomowana w 1942 roku.

## Projekt i budowa
Późniejszy „Gustavo Sampaio” miał być pierwotnie statkiem przeznaczonym na rynek cywilny i budowany był w stoczni The Defence Vessel Construction Co of Erith pod nazwą „Bueno Ventura”. W 1890 roku stocznia zbankrutowała, a nieukończony kadłub statku został 22 lipca 1891 roku zakupiony przez stocznię Armstrong Mitchell i umieszczony na pochylni w Elswick pod numerem 590. Po dokonaniu zmian konstrukcyjnych mających na celu zwiększenie prędkości i poprawienie dzielności morskiej statek (ochrzczony imieniem Aurory) został powtórnie zwodowany 26 lipca 1892 roku. Ukończony w październiku 1893 roku okręt zakupiony został w tym samym miesiącu przez rząd Brazylii.

## Dane taktyczno-techniczne
Okręt był średnich rozmiarów kanonierką torpedową o długości między pionami 60 metrów, szerokości 6,1 metra i średnim zanurzeniu 2,59 metra. Wyporność normalna wynosiła 480 ton. Wykonany ze stali i obity drewnem kadłub jednostki miał podwyższoną część dziobową. Okręt miał pojedynczy komin i dwa palowe maszty.
Okręt napędzany był przez dwie trzycylindrowe pionowe maszyny parowe potrójnego rozprężania wyprodukowane w zakładach Ernest Scott & Co, Close Works w Newcastle, o łącznej mocy 2000 koni mechanicznych (KM). Dwuśrubowy układ napędowy pozwalał osiągnąć prędkość 18 węzłów. Okręt zabierał maksymalnie zapas 150 ton węgla.
Jednostka była uzbrojona w dwa pojedyncze 20-funtowe działa kal. 89 mm (3,5 cala) Armstrong QF L/40 (umieszczone na pokładzie dziobowym i rufowym) oraz cztery pojedyncze trzyfuntowe działka kal. 47 mm Hotchkiss M1885 L/40. Uzbrojenie uzupełniały trzy pojedyncze wyrzutnie torped kal. 356 mm (14 cali) – jedna dziobowa i dwie obrotowe na śródokręciu. Opancerzenie obejmowało jedynie wieżę dowodzenia, która miała stalowe ściany grubości 19 mm (¾ cala).
Załoga okrętu składała się z 60 oficerów, podoficerów i marynarzy.

## Służba
8 października 1893 roku „Gustavo Sampaio” został wcielony w skład Marinha do Brasil. Podczas rewolty floty brazylijskiej w latach 1893–1894, „Gustavo Sampaio” storpedował i zatopił 16 kwietnia 1894 roku u wybrzeży Santa Catarina rebeliancki okręt pancerny „Aquidabã”. Jednostka została rozbrojona 1 maja 1912 roku. Złomowania okrętu dokonano po trzydziestu latach – 10 maja 1942 roku.